# لاک‌پشت پشت‌اره‌ای اسکامبیا
لاک‌پشت پشت اره‌ای اسکامبیا (نام علمی: Graptemys ernsti) نام یک گونه از زیرراسته نهان‌گردن است. این گونه بوم‌زاد ایالات متحده آمریکا و ایالت‌های آلاباما و فلوریدا می‌باشد. این گونه برای نخستین بار توسط خزنده‌شناس آمریکایی به نام کارل هنری ارنست کشف و نامگذاری شده است.